# 朝鲜劳动党38号室
朝鲜劳动党38号室是朝鲜民主主义人民共和国的创汇机关。该机构主要通过朝鲜民主主义人民共和国的餐厅、饭店、外汇商店等流通和服务业筹措外汇。

## 简介
据说，“38号室”早在金日成时代就已经存在。《朝鲜日报》曾报道，Kim Tong-il领导的38号室于2009年底被合并入39号室。2010年，因为获取外汇困难，这两个机构又分立。也有报道称，直到2011年初，“38号室”才恢复。2012年，38号室被撤销。
朝鲜劳动党撤销“38号室”之后，在中国及东南亚等国家经营的朝鲜饭店的管理权被移交给牡丹峰指导局，牡丹峰指导局则归内阁管理。据称，控制朝鲜金融机构及包括矿山在内的自然资源的朝鲜劳动党39号室也在2012年被撤销。但韩国政府官员称，与其说朝鲜劳动党38号室和39号室遭到撤销，不如说是两个机构整合成为一个机构并仍在运作。

## 下属机构
- 牡丹峰指导局[1]
- 乐园指导局[1]
- 妙香山指导局[1]